# James Battersby
James Battersby, né le 5 novembre 1958, est un rameur d'aviron australien. 

## Carrière
James Battersby a participé aux Jeux olympiques de 1984 à Los Angeles. Il a remporté la médaille de bronze  avec le huit australien composé de Clyde Hefer, Samuel Patten, Timothy Willoughby, Ian Edmunds, Craig Muller, Ion Popa, Stephen Evans et Gavin Thredgold.